# Leaname Maotoanong
Leaname Maotoanong (także Gaone Maotoanong, ur. 9 maja 1991) – botswański lekkoatleta specjalizujący się w biegu na 400 metrów i sztafecie 4 × 400 metrów.

## Osiągnięcia
| Rok  | Impreza              | Miejsce        | Konkurencja             | Lokata           | Wynik      |
| ---- | -------------------- | -------------- | ----------------------- | ---------------- | ---------- |
| 2014 | Mistrzostwa Afryki   | Marrakesz      | Bieg na 200 metrów      | 15. miejsce      | 21,22      |
| 2014 | Mistrzostwa Afryki   | Marrakesz      | Sztafeta 4 × 400 metrów | 1. miejsce       | 3:01,89 NR |
| 2015 | IAAF World Relays    | Nassau         | Sztafeta 4 × 400 metrów | 8. miejsce       | 3:03,73    |
| 2015 | Uniwersjada          | Gwangju        | Bieg na 400 metrów      | 2. miejsce       | 45,63      |
| 2015 | Uniwersjada          | Gwangju        | Sztafeta 4 × 400 metrów | 8. miejsce (el.) | 3:09,86    |
| 2015 | Mistrzostwa świata   | Pekin          | Sztafeta 4 × 400 metrów | 9. miejsce       | 2:59,95 NR |
| 2015 | Igrzyska afrykańskie | Brazzaville    | Bieg na 400 metrów      | 11. miejsce      | 45,99      |
| 2015 | Igrzyska afrykańskie | Brazzaville    | Sztafeta 4 × 400 metrów | 2. miejsce       | 3:00,95    |
| 2016 | Mistrzostwa Afryki   | Durban         | Sztafeta 4 × 400 metrów | 1. miejsce       | 3:02,20    |
| 2016 | Igrzyska olimpijskie | Rio de Janeiro | Sztafeta 4 × 400 metrów | 5. miejsce       | 2:59,06 NR |

Rekordy życiowe:
- bieg na 200 metrów – 20,58 – 22 lutego 2015 w Gwangju
- bieg na 400 metrów – 45,63 – 10 lipca 2015 w Molepolole